# Bataille de Wörgl
Rébellion du Tyrol
Batailles
- Axams
- Sterzing
- Innsbrück
- Kufstein
- Volano
- Lofer
- Waidring
- Wörgl
- Strass im Zillertal
- 1re Bergisel
- 2e Bergisel
- Franzensfeste
- Pontlatzer Brücke
- 3e Bergisel
- Unken
- Lueg
- Hallein
- Melleck
- 4e Bergisel
- Pustertal
- Meran
- Sankt Leonhard in Passeier

La bataille de Wörgl se déroula lors de la rébellion tyrolienne de 1809.

## La bataille

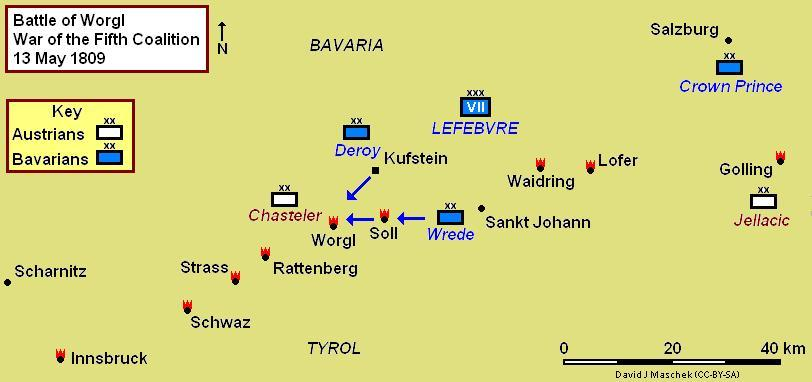
Carte de la bataille de Worgl, 13 mai 1809.

Le 13 mai 1809 l'armée autrichienne commandée par le lieutenant-général Chasteler est attaquée à Wörgl par l'armée du royaume de Bavière, commandée par le maréchal français Lefebvre. 
L'armée autrichienne est très inférieure en nombre, elle compte 5 000 hommes tandis que les forces bavaroises sont quatre fois plus importantes, bien que seule la division de von Wrede soit véritablement engagée au combat, les forces de von Deroy restant en réserve. Carl von Wrede dispose de 8 000 fantassins, 1 450 cavaliers et 18 pièces d'artillerie. 
L'armée autrichienne est écrasée en une heure sous le coup de l'artillerie et de la cavalerie bavaroise. Chasteler se replie avec les rescapés sur Innsbrück. Bien qu'ayant l'intention de défendre la ville, il est conspué par les Tyroliens qui lui reprochent sa défaite, un paysan lui arrache ses décorations et il n'est sauvé du lynchage que par l'intervention du chef tyrolien Joseph Straub.

## Les pertes
Selon Jean Sévillia, les Autrichiens déplorent 600 morts et 2 000 prisonniers. D'après Digby Smith, leurs pertes sont de 3 000 hommes ; tués, blessés et prisonniers, ainsi que 9 canons et trois drapeaux. Pour Francis Loraine Petre 600 Autrichiens et 11 canons ont été capturés.